# ガーナの港湾
ガーナの港湾（ガーナのこうわん、英語: Ports and harbours in Ghana）は、ガーナにおける港湾について記す。

## 一覧
- テマ港（英語版）（テマ）
- タコラディ港（英語版）（セコンディ・タコラディ）